# Wilhelm Dewitz von Woyna
Wilhelm Hugo Waldemar Dewitz von Woyna  (* 22. Oktober 1857 in Emmerich; † 29. Dezember 1930 in Poggenhagen) war ein deutscher Verwaltungsjurist, Gutsherr und königlich-preußischer Landrat.

## Leben
Wilhelm Dewitz von Woyna besuchte das Gymnasium in Duisburg bis zum Abitur im Herbst 1876. Er studierte Rechtswissenschaften an den Universitäten Breslau, Marburg und Göttingen. Nach seiner Promotion zum Dr. jur. am 21. Juli 1880 in Göttingen absolvierte er sein Referendariat 1881 am Landgericht Berlin. Mit dem 30. Dezember 1884 wurde er Regierungsassessor in Potsdam.
Von 1885 bis 1889 war er Landrat des Kreises Zell (Mosel) und von 1890 bis 1923 des Kreises Neustadt am Rübenberge.
Von 1894 bis 1898 sowie von 1904 bis 1918 wirkte von Woyna als Abgeordneter der Freikonservativen Partei im Preußischen Abgeordnetenhaus für den Wahlkreis Nienburg. 1899 trat er dem Johanniterorden als Ehrenritter bei.
Er war seit dem 21. September 1889 verheiratet mit Anna (Anna Adolfine Natalie Ida), geb. Ulrich (* 11. Oktober 1871 in Metz); das Paar hatte zwei Töchter und zwei Söhne. Die Tochter Hildegard von Rheden (1895–1987) war Landtagsabgeordnete im Bundesland Niedersachsen.

## Auszeichnungen und Ehrungen
- Ehrenritter des Johanniterorden[5]
- Roter Adlerorden 4. Klasse
- Fürstlich Lippischer Hausorden, Ehrenkreuz 3. Klasse
- Dewitz-von-Woyna-Straße, Neustadt am Rübenberge
- Von-Woyna-Brücke, Leinebrücke zwischen Wunstorf-Luthe und Garbsen-Schloss Ricklingen

## Schriften
- Die neuere Preußische Verwaltungsgesetzgebung für die Rheinprovinz. Verlag von Fr. Litnz'schen Buchhandlung, Trier 1887. (Staatsbibliothek Berlin. Digitalisat)